# Casus mixtus cum culpa
Casus mixtus cum culpa dækker over reglen, at en person, der frembringer en retsstridig situation, bærer ansvaret for selv hændelige skader, der følger af denne situation.
Jf. dommene UfR1987.965V, UfR1989.643Ø, UfR1989.787H, UfR1990.27H

## Reference
1. ↑  side 247 i Mads Bryde Andersen & Joseph Lookofsky (2010): Lærebog i Obligationsret I – Ydelsen Beføjelser. 3. udgave. Forlaget Thomson Reuters Professional. ISBN 978-87-619-2852-8 (tilgængelig på jura.ku.dk/jurabog)

| Jura | Spire Denne juraartikel er en spire som bør udbygges. Du er velkommen til at hjælpe Wikipedia ved at udvide den. |